# Kavtičnik
Kavtičnik je priimek v Sloveniji, ki ga je po podatkih Statističnega urada Republike Slovenije na dan 1. januarja 2010 uporabljalo 44 oseb.

## Znani nosilci priimka
- Jože Kavtičnik (*1953), politik
- Vid Kavtičnik (*1984), rokometaš